# Estadio Pocitos

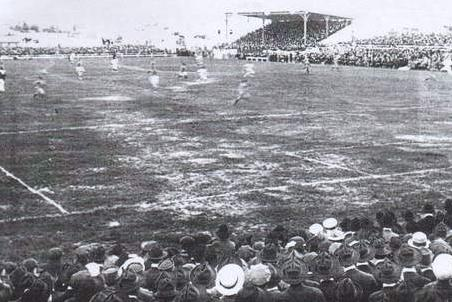
Estadio Pocitos im Jahr 1930

Das Estadio Pocitos war ein Fußballstadion im Stadtviertel Pocitos der uruguayischen Hauptstadt Montevideo.
Das von Juan Scasso entworfene Stadion wurde offiziell am 6. November 1921 eröffnet und bot 15.000 Zuschauern Platz. Eingeweiht wurde die Heimstätte von Peñarol Montevideo durch ein Freundschaftsspiel gegen River Plate (Endstand 1:1). Bis 1933 spielte Peñarol im Pocitos und begründete dort seinen Ruf, durch die Hilfe der fanatischen Fans in den Schlussminuten bereits verloren geglaubte Spiele noch drehen zu können.
Während der ersten Fußball-Weltmeisterschaft 1930 diente das Estadio Pocitos als Ausweichplatz für das noch nicht komplett fertiggestellte Estadio Centenario. Zwei Partien der Vorrunde wurden hier ausgetragen, dabei erzielte der Franzose Lucien Laurent im Auftaktspiel gegen Mexiko (Endstand 4:1) den ersten Treffer der WM-Geschichte. 
1940 wurde das Stadion abgerissen.